# Gregory Corso
Gregory Nunzio Corso (26 de março de 1930 - 17 de janeiro de 2001) foi um poeta estadunidense. Ao lado de Jack Kerouac, Allen Ginsberg e William Burroughs, ele foi o quarto membro canônico dos escritores da geração beat.

## Biografia
A mãe de Corso tinha apenas dezesseis anos quando Gregory nasceu, e um ano depois abandonou a família e retornou à Itália. Corso viveu a maioria de sua infância em orfanatos e casas de adoção. Seu pai se casou pela segunda vez quando ele tinha onze anos, e foi com quem acabou ficando, mas Corso fugia repetidamente. Acabou sendo mandado à um internato masculino, do qual também fugia. Sua adolescência complicada inclui ainda uma temporada de vários meses na Tombs(Túmulos), a prisão municipal de Nova Iorque, por causa de um rádio roubado, e outros três meses de observação na Bellevue. Aos dezessete anos, foi condenado por roubo e mandado à Clinton State Prison por três anos. Encarcerado em Dannemora por arrombamento em 1947, Gregory Corso mergulhou na literatura através da biblioteca da prisão e começou a escrever poesia. Depois de ser liberado em 1950, retornou à Nova Iorque e conheceu Allen Ginsberg em um bar na Greenwich Village (the Pony Stable), onde em sua primeira, embora longa, conversa, Ginsberg (e Corso) descobrem que Corso havia "sem querer" observado Ginsberg e sua namorada transando através da janela de seu apartamento ao outro lado da rua. Mais tarde, Ginsberg acabou introduzindo Corso e sua poesia aos outros membros cena literária beat.
Corso morreu em Minnesota de câncer de próstata no dia 17 de janeiro de 2001. Foi enterrado da maneira que queria, próximo ao túmulo do poeta Percy Bysshe Shelley no Cemitério Protestante em Roma. Escreveu seu próprio epitáfio:

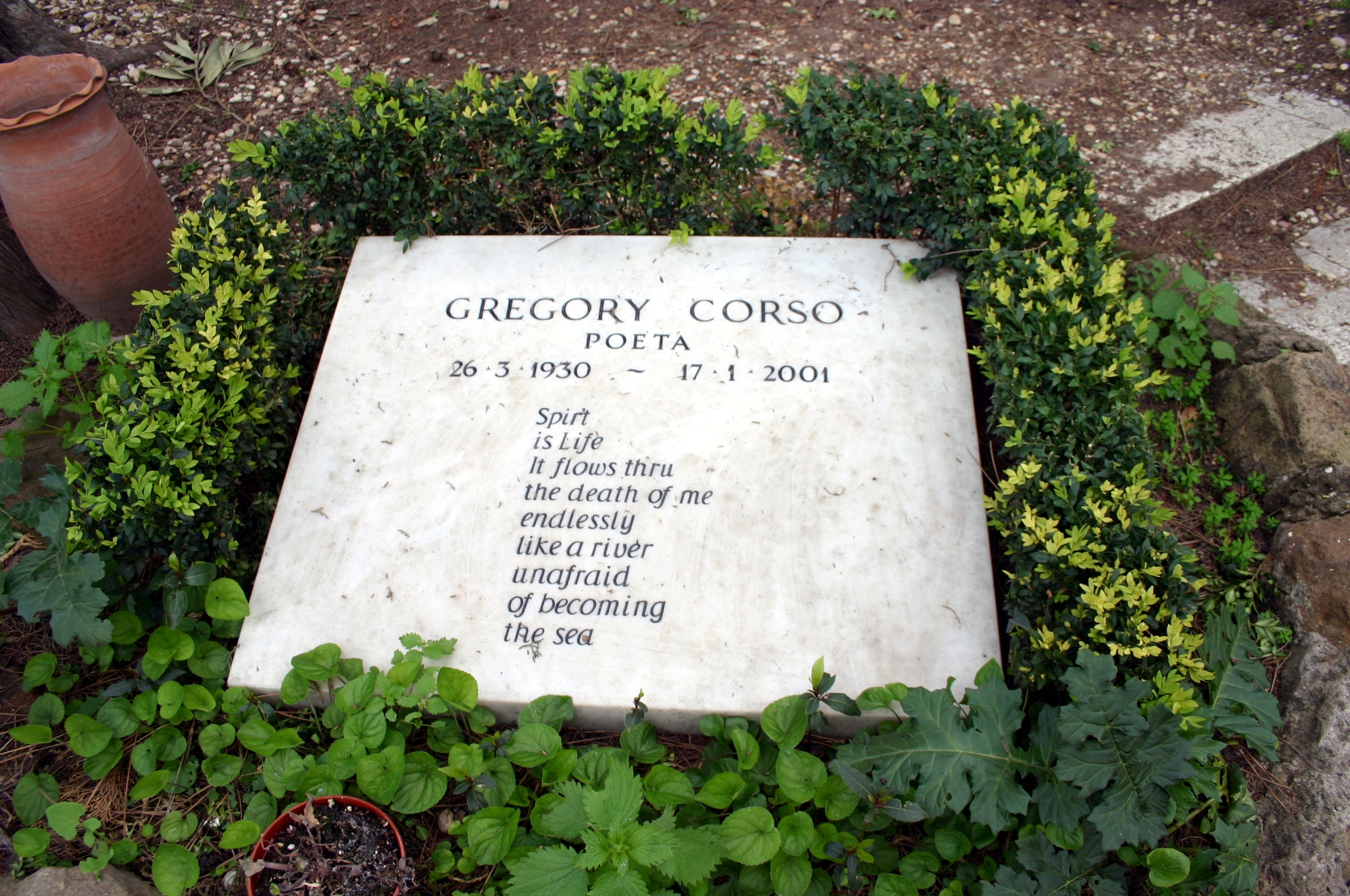
Sepultura de Corso no Cemitério Protestante em Roma

Espírito
é Vida
Ele flui por entre
a morte de mim
initerruptamente
como um rio
sem medo
de tornar-se
o mar

## Poesia
O primeiro volume da poesia de Gregory Corso foi uma edição caseira publicada em 1955 (com a ajuda dos colegas da Harvard, onde ele assistia aulas como aluno ouvinte): Vestal Lady on Brattle e outros poemas. Isto foi no ano anterior à publicação da primeira coletânea de poesias de Allen Ginsberg, a dois anos antes do aparecimento de On the Road de Jack Kerouac. Em 1958, Corso teve uma coletânea expandida de poemas publicada pela City Lights Pocket Poets Series: Gasoline/Vestal Lady on Brattle. Seus poemas mais famosos são Bomba (escrito na máquina de escrever na forma de uma nuvem de cogumelo) e Casamento, uma meditação divertida desta instituição. Uma passagem do poema:

Mas eu devo casar e devo ser bom
Como seria bom voltar para casa para ela 
e sentar à lareira, e ela na cozinha 
de avental jovem e adorável querendo meu bebê 
e tão feliz comigo que queima o roast beef 
e vem chorando a mim e eu levanto-me da minha grande cadeira de papai 
dizendo dente de Natal! Cérebro radiante! Surdo de maçã! 
Deus, que marido eu seria! Sim, eu devo casar! 
Tanto a fazer! como entrar furtivamente em casa do Sr Jones tarde da noite 
e cobrir seus tacos de golfe com livros noruegueses de 1920 
Como pendurar um quadro de Rimbaud no cortador de grama 
como colar selos postais de Tannu Tuva por toda a cerca de estacas 
como quando a Sra Kindhead vem arrecadar para o Fundo Comunitário 
agarrá-la e dizer a ela que Existem presságios desfavoráveis no céu! 
E quando o prefeito vier pedir meu voto dizer a ele 
Quando você vai impedir que as pessoas matem as baleias! 
E quando o leiteiro vier, deixar a ele um bilhete na garrafa 
Pó de penguim, traga-me pó de penguim, eu quero pó de penguim

Ted Morgan descreveu o lugar de Corso no mundo da literatura beat (em Literary Outlaw, the Life and Times of William S. Burroughs): Se Ginsberg, Kerouac, e Burroughs fossem os Três Mosqueteiros do movimento, Corso seria o D'Artagnan, como um parceiro mais novo, aceito e apreciado, mas com uma paridade incompleta. Ele não estivera presente no começo - na aliança dos intelectuais de Columbia com os hipsters da Times Square. Ele aderira ao movimento recentemente, ainda que suas credenciais fossem impressionantes o suficiente para garantir acesso irrestrito...

## Citações
Além de Sr. Corso, Gregory era tudo que você precisava conhecer. Ele definia seu nome por cada uma de suas palavras e atos. Sempre sucinto, ele nunca tentou. Uma vez que ele te chamasse de "Minha Ira", ou "Minha Janine" ou "Meu Allen", ele era para sempre "Seu Gregory". — Ira Coehen